# Бернард Хигл
Бернард Хигл (Bernard Hügl; Српски Милетић, 27. март 1908 — Хајлброн, 2. април 1982) био је југословенски и хрватски фудбалер, репрезентативац и фудбалски тренер.

## Каријера
Почео је да игра фудбал у родном Српском Милетићу. Кад је отишао на студије у Загреб приступио је фудбалском клубу Грађански. За Грађански је с великим успехом играо девет година, од 1931. до 1940. године. У почетку је играо халфа и центархалфа, а на месту десног бека достигао је врхунац каријере. У дресу Грађанског је два пута освојио титулу првака Југославије: 1937. и 1940. године.
Одиграо је 24 утакмице за репрезентацију Југославије. Дебитовао је 18. марта 1934. у сусрету са Бугарском у Софији, а од дреса  са државним грбом опростио се 26. фебруара 1939. против Немачке у Берлину (2:3). На овој утакмици постигао је аутогол. Играо је и на 15 утакмица за градску селекцију Загреба (1931-38).
Кад је 1940. године престао са активним играњем фудбала, преузео је дужност селектора новоформиране омладинске репрезентације Бановине Хрватске, селектор градске репрезентације Загреба, а за време такозване НДХ био је тренер тима немачких оружаних снага и члан стручног штаба ХНС-а. Хигл је био селектор ХДХ на једној утакмици, када се у Загребу играло против Словачке (7:3), дана 9. априла 1944. То је била и последња утакмица такозване репрезентације НДХ.
Након Другог светског рата, Хигл који је био припадник немачке националне мањине и због сарадње са властима НДХ, затворен је и осуђен на 6 година затвора. Провео је пет година у Старој Градишки. Уз помоћ спортских познаника успео је да изађе на слободу.
Тренирао је клубове Личанин, Ферарију и загребачки Динамо Загреб, са којим је освојио 1951. Куп Југославије. Године 1953. године постао је тренер Вележа из Мостара, кога у сезони 1953/54. уводи у Прву савезну лигу. Потом одлази у Осијек и преузима тамошњи Пролетер. Био је тренер Б репрезентације Југославије (1953–54).
У сезони 1955/56. избија тзв. афера „Крзнена лисица“ (подмићивање судија). Био је оптужен за умешаност у тој афери па је провео два месеца у истражном затвору. Тадашњи председник Пролетера и народни посланик Иван Шпика успео је да му среди пасош уз услов да мора отићи из Југославије, што је он учинио у септембру 1956. године.
У Немачкој је одмах уврштен у стручни штаб репрезентације као помоћник селектора Сепу Хербергеру. Годину дана после тога одлази у Штутгарт и преузима екипу Штутгарт Кикерса. Потом је био тренер у Хајлброну, где се разболео, па је морао да престане са тренерским позивом.
Преминуо је 2. априла 1982. у 74. години, сахрањен је на градском гробљу у Хајлброну.

## Наступи за репрезентацију Југославије
| #   | Датум               | Место      | Противник    | Резултат | Гол | Такмичење                                |
| --- | ------------------- | ---------- | ------------ | -------- | --- | ---------------------------------------- |
| 1.  | 18. март 1934.      | Софија     | Бугарска     | 1:2      | 0   | Пријатељска утакмица                     |
| 2.  | 1. април 1934.      | Београд    | Бугарска     | 2:3      | 0   | Пријатељска утакмица                     |
| 3.  | 17. јун 1935.       | Софија     | Румунија     | 2:0      | 0   | Балкански куп                            |
| 4.  | 20. јун 1935.       | Софија     | Грчка        | 6:1      | 0   | Балкански куп                            |
| 5.  | 24. јун 1935.       | Софија     | Бугарска     | 3:3      | 0   | Балкански куп                            |
| 6.  | 18. август 1935.    | Катовице   | Пољска       | 3:2      | 0   | Пријатељска утакмица                     |
| 7.  | 6. септембар 1935.  | Београд    | Чехословачка | 0:0      | 0   | Пријатељска утакмица                     |
| 8.  | 10. мај 1936.       | Букурешт   | Румунија     | 2:3      | 0   | Куп пријатељских земаља                  |
| 9.  | 12. јул 1936.       | Истанбул   | Турска       | 3:3      | 0   | Пријатељска утакмица                     |
| 10. | 6. септембар 1936.  | Београд    | Пољска       | 9:3      | 0   | Пријатељска утакмица                     |
| 11. | 13. децембар 1936.  | Париз      | Француска    | 0:1      | 0   | Пријатељска утакмица                     |
| 12. | 9. мај 1937.        | Будимпешта | Мађарска     | 1:1      | 0   | Пријатељска утакмица                     |
| 13. | 6. јун 1937.        | Београд    | Белгија      | 1:1      | 0   | Пријатељска утакмица                     |
| 14. | 1. август 1937.     | Београд    | Турска       | 3:1      | 0   | Пријатељска утакмица                     |
| 15. | 6. септембар 1937.  | Београд    | Румунија     | 2:1      | 0   | Куп пријатељских земаља                  |
| 16. | 3. октобар 1937.    | Праг       | Чехословачка | 4:5      | 0   | Куп пријатељских земаља                  |
| 17. | 10. октобар 1937.   | Варшава    | Пољска       | 0:4      | 0   | Квалификације за Светско првенство 1938. |
| 18. | 3. април 1938.      | Београд    | Пољска       | 1:0      | 0   | Квалификације за Светско првенство 1938. |
| 19. | 8. мај 1938.        | Букурешт   | Румунија     | 1:0      | 0   | Куп пријатељских земаља                  |
| 20. | 22. мај 1938.       | Ђенова     | Италија      | 0:4      | 0   | Пријатељска утакмица                     |
| 21. | 29. мај 1938.       | Брисел     | Белгија      | 2:2      | 0   | Пријатељска утакмица                     |
| 22. | 28. август 1938.    | Загреб     | Чехословачка | 1:3      | 0   | Куп пријатељских земаља                  |
| 23. | 25. септембар 1938. | Варшава    | Пољска       | 4:4      | 0   | Пријатељска утакмица                     |
| 24. | 26. фебруар 1939.   | Берлин     | Немачка      | 2:3      | 0   | Пријатељска утакмица                     |